# Ortodoncja

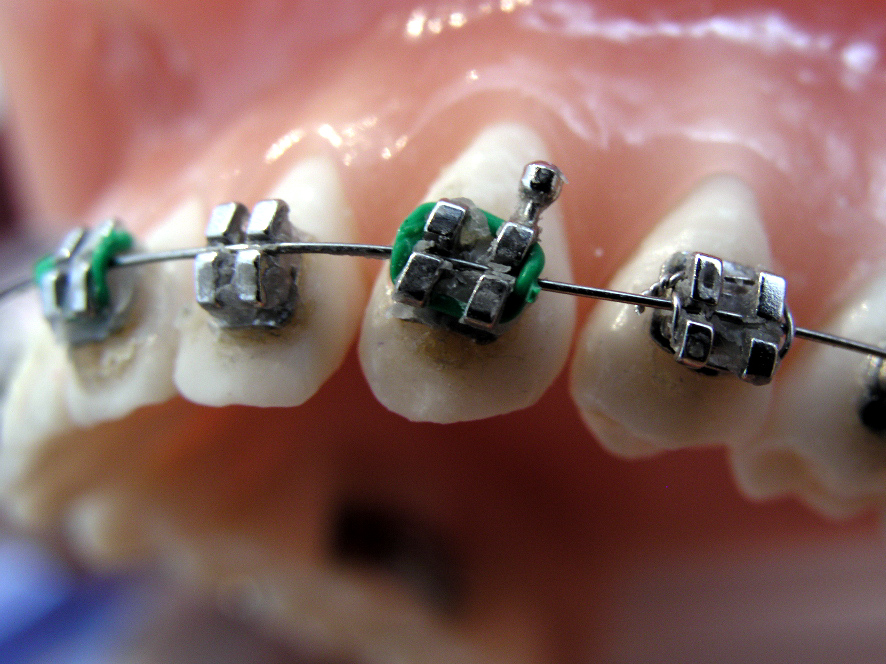
Stały aparat ortodontyczny

Ortodoncja – dziedzina stomatologii, która zajmuje się leczeniem wad zgryzu, wad szczękowo-twarzowych oraz korygowaniem nieprawidłowości zębowych. Leczenie ortodontyczne przeprowadza się u pacjentów w każdym wieku z powodów profilaktycznych i estetycznych. W Polsce leczenie ortodontyczne jest częściowo refundowane do 12 roku (nie są refundowane aparaty stałe), po 13 roku życia wszystkie usługi ortodontyczne są odpłatne. Ortodonta to lekarz specjalista, który zajmuje się profilaktyką, diagnozowaniem i leczeniem wszystkich wad zębowych i zgryzowych.
W Polsce ortodoncja jest jedną ze specjalizacji lekarsko-dentystycznych, która trwa 4 lata, a jej konsultantem krajowym od 21 lutego 2019 roku jest prof. dr hab. Beata Katarzyna Kawala. Jest jedną z dwóch specjalności stomatologicznych (obok chirurgii stomatologicznej) uzyskiwanych w Polsce, których wzajemne uznawanie przez kraje członkowskie Unii, zagwarantowane zostało w Traktacie Akcesyjnym.

## Historia
Pierwszą specjalnością stomatologiczną, która wyodrębniła się z medycyny była chirurgia stomatologiczna – już kilka milionów lat p.n.e. usuwano zęby. Około 12 tys. lat p.n.e. podejmowano próby ich leczenia – wydrapując zmiany próchnicowe, a sprzed około 9 tys. lat pochodzą czaszki z zachowanymi zębami, w których widoczne są ślady borowania i wypełniania ubytków. Z VIII w. p.n.e. pochodzą ślady pierwszych protez zębowych – ich autorami byli Etruskowie, protezy miały charakter wyłącznie estetyczny i mocowano je wyłącznie na przedniej części zgryzu (stąd współczesne protezy tymczasowe nazywa się właśnie „etruskami”).
Stomatologia i ortodoncja rozwijały się powoli, aż do wieku XVIII, w którym m.in. obalono mit o robakach zjadających zęby (Pierre Fauchard odkrył, że za powstawanie zmian próchniczych odpowiedzialne są cukry) oraz wynaleziono i rozpoczęto masową produkcję szczoteczek do zębów. Do połowy XIX wieku podstawy protez zębowych wytwarzano ze srebra i złota, a do odtwarzania zębów używano materiału zwierzęcego lub ludzkich zębów. W drugiej połowie XIX wieku srebro i złoto zastąpiono kauczukiem, a zęby zaczęto wytwarzać z porcelany. Z 1899 roku pochodzi klasyfikacja Angle’a (autorstwa Edwarda Hartleya Angle) pozwalająca na określenie prawidłowości zgryzu w płaszczyźnie: przód – tył (dwie podstawowe wady zgryzu: przodozgryz i tyłozgryz). 
W 1900 roku Edward H. Angle otworzył w USA szkołę dla przyszłych dentystów i kształcił ich również z zakresu ortodoncji. W 1940 roku Charles Tweed (uczeń E. H. Angle’a) przedstawił wyniki swoich badań, w których stwierdzał, że szczęki niektórych pacjentów są zbyt małe, by pomieścić 32 zęby, a co za tym idzie – w leczeniu ortodontycznym może zajść konieczność usunięcia niektórych zębów (obalił tym samym teorię Angle’a o konieczności zachowania wszystkich zębów). Cecil Steiner (uczeń Ch. Tweeda) rozwinął wykorzystywaną do dziś analizę cefalometryczną (ocena profilu czaszki). Wiek XX to intensywny rozwój stomatologii, protetyki i ortodoncji. W latach 50. XX wieku do leczenia protetycznego wprowadzono stal nierdzewną, a kilkanaście lat później – żywice syntetyczne. W latach 80. XX wieku zaczęto stosować implanty.

## Wady zgryzu
Wady zgryzu to zaburzenia w budowie i czynnościach zębów, łuków zębowych i ich wzajemnej relacji. Wady mogą być widoczne na zewnątrz (w zmienionych rysach twarzy) i zaburzać różnego rodzaju czynności jamy ustnej (m.in. utrudniać jedzenie, mówienie i oddychanie).
Etiologia wad zgryzu:
- Wrodzone wady zgryzu – przyczyną tych wad mogą być czynniki	genetyczne (konkretna wada zgryzu jest dziedziczona przez kolejne pokolenia w rodzinie) lub czynniki zewnętrzne (oddziałujące negatywnie na płód poprzez organizm matki, np. niedobory kwasu foliowego)

- Nabyte wady zgryzu – najczęściej wykształcają się w ciągu pierwszych lat życia dziecka i są następstwem niewłaściwych nawyków (np. ssanie kciuka lub smoczka, zasysanie policzków lub warg, obgryzanie paznokci, gryzienie ołówka), wady zgryzu mogą również pojawić się w związku z nieprawidłowościami podczas wymiany zębów mlecznych na stałe lub w następstwie urazów mechanicznych twarzy.

Rodzaje wad zgryzu (w oparciu o trzy płaszczyzny przestrzenne: pionową, poziomą i poprzeczną):
- Wady pionowe to wady, w których zaburzone jest położenie dolnego łuku zębowego w stosunku do górnego. Wady pionowe dzielimy na wady dotylne (tyłozgryz i tyłożuchwie) i wady doprzednie	(przodozgryz i przodożuchwie)
- Wady poziome to wady widoczne w płaszczyźnie poziomej, między	górnym i dolnym łukiem zębowym. Do wad poziomych zalicza się zgryz otwarty (całkowity lub częściowy, przedni lub boczny) oraz	zgryz głęboki (całkowity, częściowy lub rzekomy).
- Wady poprzeczne to wady, w których zęby z łuków górnych i dolnych zachodzą na siebie w różnych konfiguracjach. Do wad poprzecznych zalicza się: zgryz krzyżowy (całkowity lub	częściowy, przedni lub boczny), zgryz przewieszony oraz boczne przemieszczenie żuchwy (czynnościowe lub morfologiczne).

Jeżeli nieprawidłowości zgryzu łączą kilka różnych rodzajów wad – mamy do czynienia z wadami złożonymi.
Do najczęściej występujących nieprawidłowości zębowych zalicza się:
- Stłoczenie – zęby są stłoczone w wyniku zaburzenia stosunku wielkości lub ilości zębów do wielkości podstaw kostnych (szczęki i żuchwy)
- Szparowatość – widoczne odstępy między zębami pojawiają się, gdy wielkość zębów jest mniejsza niż wielkość miejsca w łuku zębowym
- Zatrzymany ząb – to ząb z zakończonym rozwojem wierzchołka, który nadal pozostaje niewyrznięty (w kości), choć od czasu jego prawidłowego wyrznięcia minęły 2 lata
- Brak zawiązków zębowych – po wypadnięciu zębów mlecznych, nie wyrastają zęby stałe, najczęściej dotyczy to ósemek (25%), górnych „dwójek” i dolnych „piątek”.

Wstępnej oceny zgryzu może dokonać stomatolog u dziecka w wieku 2,5-3 lat (przy pełnym uzębieniu mlecznym). Konsultacje ortodontyczne zalecane są dzieciom w wieku 7-9 lat (pierwszy etap wymiany zębów mlecznych na stałe), a następnie w wieku 10-12 lat (ostatni etap wymiany zębów mlecznych na stałe). Leczenie wad zgryzu odbywa się za pomocą aparatów ortodontycznych: ruchomych lub stałych.

## Aparaty ortodontyczne
Aparaty ortodontyczne to najskuteczniejsza metoda leczenia ortodontycznego. Aparaty różnią się między sobą rodzajami, technologią i czasem trwania leczenia.
Rodzaje aparatów ortodontycznych:
- Aparaty ruchome – aparaty, które można na określony czas wyjmować (np. do mycia zębów lub jedzenia). Aparaty ruchome dla	dzieci mogą być: mechaniczne (płyty aktywne), mechaniczno-czynnościowe (modyfikacje aktywatorów) lub czynnościowe (aktywatory). Nowoczesnym	rozwiązaniem są przezroczyste aparaty nakładkowe dla dorosłych (Invisalign).
- Aparaty stałe – aparaty ortodontyczne mocowane na określony czas do zębów za pomocą zamków ortodontycznych, do których z kolei przymocowuje się oddziałujące na zęby łuki ortodontyczne.	Aparaty stałe mogą być: metalowe (tradycyjne), estetyczne (z zamkami kompozytowymi lub porcelanowymi) lub lingwalne (niewidoczne na zewnątrz, mocowane od strony języka).